# Klaus Neumann (Schauspieler)
Klaus Neumann (* 1962 in Karlsruhe) ist ein deutscher Schauspieler.

## Leben und Beruf
Vor seinem Berufsweg als Schauspieler arbeitete Neumann in der Touristikbranche (u. a. Leiter eines Reisebüros, Dozent im Fachbereich Touristik, Autor für Touristik-Fachbücher). Von 1997 bis 1999 absolvierte er erfolgreich sein Schauspielstudium in Hannover. In den folgenden Jahren besuchte er verschiedene Workshops für das Schauspiel vor der Kamera.
Seit 2001 arbeitet Neumann als Darsteller im Bühnen- und Fernsehbereich. Ferner tritt er als Comedian mit eigenen Showprogrammen auf und gründete 2012 die Akademie CharmingVoice.
Klaus Neumann lebt in Köln.

## Filmographie (Auswahl)
- 2002: Küstenwache (Fernsehserie)
- 2003: Alles Atze (Fernsehserie)
- 2003: Der WiXXer
- 2004: Zack! Comedy nach Maß (Fernsehserie)
- 2004: Bravo TV
- 2005: Die anonymen Mobiholiker (Kurzfilm)
- 2006: Die Rosenheim-Cops – Mord am Fluss
- 2006: Komfortzone (Kurzfilm)
- 2006: Endlich Samstag! (Fernsehserie)
- 2007: Der Lehrer
- 2009: Hitler vor Gericht
- 2009: Maria, ihm schmeckt’s nicht!

## Theaterengagements (Auswahl)
- Landesbühne Rheinland-Pfalz
- Stadttheater Hameln
- eigene Show- und Comedyprogramme